# Baldío (Cáceres)
Baldío es un núcleo de población del municipio de Casatejada, en la provincia de Cáceres, Comunidad Autónoma de Extremadura, España. Se encuentra en la ribera del río Tiétar. Sus habitantes se dedican a las faenas agrícolas. Es zona de regadío.

## Demografía
Sus datos de población han sido los siguientes:
- 2002: 25 habitantes
- 2005: 53 habitantes
- 2008: 20 habitantes
- 2011: 68 habitantes
- 2014: 58 habitantes

## Transportes
Se sitúa sobre un camino rural que une la carretera provincial CC-17.2 con Talayuela. La carretera CC-17.2 lleva al norte a Jaraíz de la Vera a través de la EX-392 y al sur a la EX-A1 a la altura de la capital municipal.